# RCA Inspiration
RCA Inspiration (anteriormente Verity Records), es un grupo operacional de Sony Music enfocado en música góspel.

## Historia

### Comienzos
A finales de 2002, BMG completó la compra de Zomba Group por 2.74 millones de dólares y como parte de ese trato, adquirió la marca góspel Verity Records. En 2004, BMG compró GospoCentric Records y su subetiqueta B'Rite Music, que ya tenía vínculos con Zomba mucho antes de su compra. Cuando BMG reestructuró las etiquetas Zomba en el Zomba Label Group, aquellos sellos fueron inicialmente trasladados allí, sin embargo, en 2005, Zomba fusionó sus intereses góspel en el nuevo Zomba Label Group. El nuevo grupo consiste en Verity Records, GospoCentric Records y cuatro artistas pertenecientes a ellos: Quiet Water Entertainment (Donald Lawrence), Fo Yo Soul Entertainment (Kirk Franklin), New Life Records (John P. Kee) and F. Hammond Music (Fred Hammond). Cuando BMG y Sony formaron Sony BMG, Zomba Gospel (como parte del Zomba Label Group) se cambió el BMG Label Group como una amalgama de los intereses de BMG en la fusión.